# Alex Yee
Alexander Amos „Alex” Yee (ur. 18 lutego 1998 w Lewisham) – brytyjski triathlonista, czterokrotny medalista olimpijski.
Wystąpił w dwóch konkurencjach podczas igrzysk olimpijskich w Tokio – w zawodach indywidualnych zdobył srebrny medal olimpijski, a w sztafecie mieszanej medal złoty i tytuł mistrza olimpijskiego (wraz z nim brytyjską sztafetę stanowili: Jessica Learmonth, Jonathan Brownlee i Georgia Taylor-Brown).
Podczas igrzysk olimpijskich w Paryżu zdobył złoty medal w zawodach indywidualnych oraz brązowy w sztafecie mieszanej.